# Liste der Außenminister der Ukraine

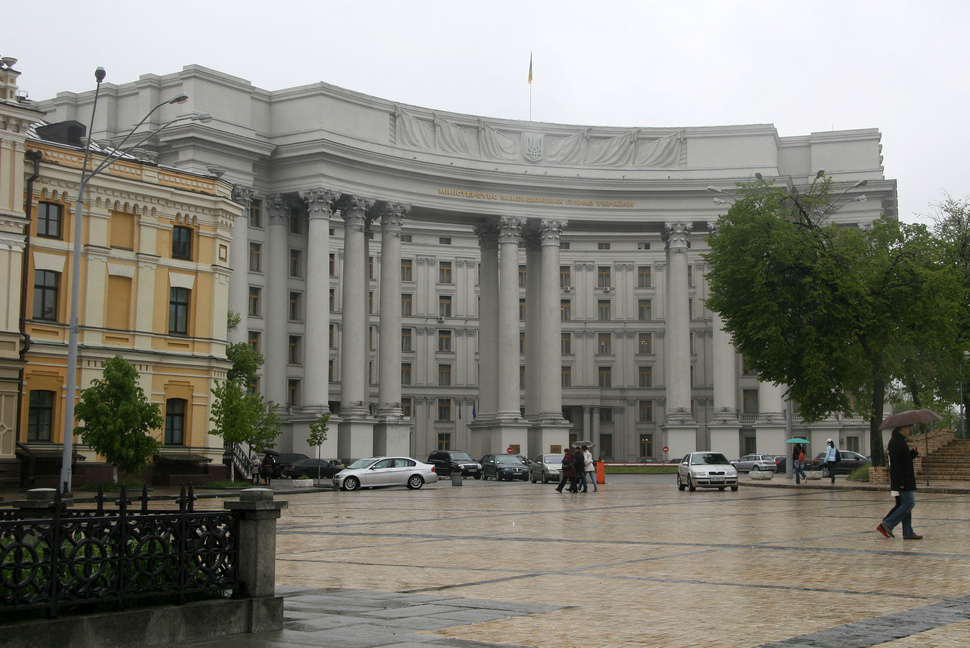
Das Gebäude des ukrainischen Außenministeriums in Kiew

Die Liste der Außenminister der Ukraine umfasst die bevollmächtigten Vertreter seit 1917, welche die Ukraine außenpolitisch vertreten haben.

## Ukrainische Volksrepublik
| Generalsekretär für internationale Angelegenheiten Minister für Auswärtige Angelegenheiten | Generalsekretär für internationale Angelegenheiten Minister für Auswärtige Angelegenheiten | Generalsekretär für internationale Angelegenheiten Minister für Auswärtige Angelegenheiten | Generalsekretär für internationale Angelegenheiten Minister für Auswärtige Angelegenheiten | Generalsekretär für internationale Angelegenheiten Minister für Auswärtige Angelegenheiten |
| #                                                                                          | Bild                                                                                       | Name                                                                                       | Amtsantritt                                                                                | Amtsende                                                                                   |
| ------------------------------------------------------------------------------------------ | ------------------------------------------------------------------------------------------ | ------------------------------------------------------------------------------------------ | ------------------------------------------------------------------------------------------ | ------------------------------------------------------------------------------------------ |
| 1                                                                                          |                                                                                            | Oleksandr Schulhyn                                                                         | Dezember 1917                                                                              | 24. Januar 1918                                                                            |
| 2                                                                                          |                                                                                            | Wsewolod Holubowytsch                                                                      | 30. Januar 1918                                                                            | 3. März 1918                                                                               |
| 3                                                                                          |                                                                                            | Mykola Ljubynskyj                                                                          | 3. März 1918                                                                               | 28. April 1918                                                                             |

## Hetmanat
| Minister für Auswärtige Angelegenheiten | Minister für Auswärtige Angelegenheiten | Minister für Auswärtige Angelegenheiten | Minister für Auswärtige Angelegenheiten | Minister für Auswärtige Angelegenheiten |
| #                                       | Bild                                    | Name                                    | Amtsantritt                             | Amtsende                                |
| --------------------------------------- | --------------------------------------- | --------------------------------------- | --------------------------------------- | --------------------------------------- |
| 1                                       |                                         | Mykola Wassylenko                       | 30. April 1918                          | 20. Mai 1918                            |
| 2                                       |                                         | Dmytro Doroschenko                      | 20. Mai 1918                            | 14. November 1918                       |
| 3                                       |                                         | Heorhij Afanasjew                       | 14. November 1918                       | 14. Dezember 1918                       |

## Ukrainische Volksrepublik
| Minister für Auswärtige Angelegenheiten | Minister für Auswärtige Angelegenheiten | Minister für Auswärtige Angelegenheiten | Minister für Auswärtige Angelegenheiten | Minister für Auswärtige Angelegenheiten |
| #                                       | Bild                                    | Name                                    | Amtsantritt                             | Amtsende                                |
| --------------------------------------- | --------------------------------------- | --------------------------------------- | --------------------------------------- | --------------------------------------- |
| 1                                       |                                         | Wolodymyr Tschechiwskyj                 | 26. Dezember 1918                       | 24. Januar 1918                         |
| 2                                       |                                         | Kostjantyn Mazijewytsch                 | 13. Februar                             | März 1919                               |
| 3                                       | Wolodymyr Temnyzkyj                     | Wolodymyr Temnyzkyj                     | April 1919                              | August 1919                             |
| 4                                       |                                         | Andrij Liwyzkyj                         | August 1919                             | Mai 1920                                |

## West-Ukrainische Volksrepublik
| Minister für Auswärtige Angelegenheiten | Minister für Auswärtige Angelegenheiten | Minister für Auswärtige Angelegenheiten | Minister für Auswärtige Angelegenheiten | Minister für Auswärtige Angelegenheiten |
| #                                       | Bild                                    | Name                                    | Amtsantritt                             | Amtsende                                |
| --------------------------------------- | --------------------------------------- | --------------------------------------- | --------------------------------------- | --------------------------------------- |
| 1                                       |                                         | Wassyl Panejko                          | 11. November 1918                       | Januar 1919                             |
| 2                                       |                                         | Lonhyn Zehelskyj                        | 4. Januar 1919                          | 10. März 1919                           |
| 3                                       |                                         | Mychajlo Losynskyj                      | 10. März 1919                           | 17. April 1919                          |
| 4                                       |                                         | Stepan Wytwyzkyj                        | 17. April 1919                          | Februar 1920                            |
| 5                                       |                                         | Kost Lewyzkyj                           | 1920                                    | 1923                                    |

## Ukrainische Sozialistische Sowjetrepublik
| Volkskommissare für Auswärtige Angelegenheiten/ Minister für Auswärtige Angelegenheiten der Ukrainischen Sozialistischen Sowjetrepublik | Volkskommissare für Auswärtige Angelegenheiten/ Minister für Auswärtige Angelegenheiten der Ukrainischen Sozialistischen Sowjetrepublik | Volkskommissare für Auswärtige Angelegenheiten/ Minister für Auswärtige Angelegenheiten der Ukrainischen Sozialistischen Sowjetrepublik | Volkskommissare für Auswärtige Angelegenheiten/ Minister für Auswärtige Angelegenheiten der Ukrainischen Sozialistischen Sowjetrepublik | Volkskommissare für Auswärtige Angelegenheiten/ Minister für Auswärtige Angelegenheiten der Ukrainischen Sozialistischen Sowjetrepublik |
| # | Bild | Name | Amtsantritt | Amtsende |
| --- | --- | --- | --- | --- |
| 1 | | Sergei Bakinski | 14. Dezember 1917 | 1. März 1918 |
| 2 | | Wolodymyr Satonskyj | 1. März 1918 | 4. März 1918 |
| 3 | | Mykola Skrypnyk | 8. März 1918 | 18. April 1918 |
| 4 | | Georgi Pjatakow | 3. Dezember 1918 | Januar 1919 |
| 5 | | Christian Rakowski | Januar 1919 März 1920 | Juli 1919 Juli 1923 |
| | | | | |
| 6 | | Oleksandr Kornijtschuk | Februar 1944 | Juli 1944 |
| 7 | | Dmitri Manuilski | 1944 | 1952 |
| 8 | | Anatolij Baranowskyj | 10. Juni 1952 | 17. Juni 1953 |
| 9 | | Luka Palamartschuk | 11. Mai 1954 | 13. August 1965 |
| 10 | | Anatolij Kysil (komm.) | 13. August 1965 | 16. März 1966 |
| 11 | | Dmytro Bilokolos | 16. März 1966 | 11. Juni 1970 |
| 12 | | Heorhij Schewel | 10. August 1970 | 18. November 1980 |
| 13 | | Wolodymyr Martynenko | 18. November 1980 | 28. Dezember 1984 |
| 14 | | Wolodymyr Krawez | 29. Dezember 1984 | 27. Juli 1990 |
| 15 | | Anatolij Slenko | 27. Juli 1990 | 25. August 1994 |

## Ukraine
| Außenminister | Außenminister | Außenminister                | Außenminister     | Außenminister      |
| #             | Bild          | Name                         | Amtsantritt       | Amtsende           |
| ------------- | ------------- | ---------------------------- | ----------------- | ------------------ |
| 1             |               | Anatolij Slenko              | 27. Juli 1990     | 25. August 1994    |
| 2             |               | Hennadij Udowenko            | 25. August 1994   | 17. April 1998     |
| 3             |               | Borys Tarasjuk               | 17. April 1998    | 29. September 2000 |
| 4             |               | Anatolij Slenko              | 2. Oktober 2000   | 2. September 2003  |
| 5             |               | Kostjantyn Hryschtschenko    | 2. September 2003 | 3. Februar 2005    |
| 6             |               | Borys Tarasjuk               | 4. Februar 2005   | 30. Januar 2007    |
| 7             |               | Wolodymyr Ohrysko (komm.)    | 30. Januar 2007   | 21. März 2007      |
| 8             |               | Arsenij Jazenjuk             | 21. März 2007     | 4. Dezember 2007   |
| 9             |               | Wolodymyr Ohrysko            | 18. Dezember 2007 | 3. März 2009       |
| 10            |               | Wolodymyr Chandohij (komm.)  | 3. März 2009      | 9. Oktober 2009    |
| 11            |               | Petro Poroschenko            | 9. Oktober 2009   | 11. März 2010      |
| 12            |               | Kostjantyn Hryschtschenko    | 11. März 2010     | 24. Dezember 2012  |
| 13            |               | Leonid Koschara              | 24. Dezember 2012 | 23. Februar 2014   |
| 14            |               | Andrij Deschtschyzja (komm.) | Februar 2014      | Juni 2014          |
| 15            |               | Pawlo Klimkin                | 19. Juni 2014     | 29. August 2019    |
| 16            |               | Wadym Prystajko              | 29. August 2019   | 4. März 2020       |
| 17            |               | Dmytro Kuleba                | 4. März 2020      | 5. September 2024  |
| 18            |               | Andrij Sybiha                | 5. September 2024 | amtierend          |